# Zirsinalith
Zirsinalith ist ein sehr selten vorkommendes Mineral aus der Mineralklasse der „Silikate und Germanate“ mit der idealisierten chemischen Zusammensetzung Na6CaZrSi6O18 und ist damit chemisch gesehen ein Natrium-Calcium-Zirconium-Silikat, das strukturell zu den Ringsilikaten gehört. Da in natürlichen Zirsinalithen jedoch oft ein Teil des Calciums durch Mangan und/oder Eisen ersetzt (substituiert) sein kann, wird die Formel in verschiedenen Quellen auch mit Na6(Ca,Mn2+,Fe2+)Zr[Si6O18] (Formelschreibweise nach Strunz) angegeben.
Zirsinalith kristallisiert im trigonalen Kristallsystem, konnte bisher jedoch nur in Form unregelmäßiger Mineral-Aggregate und gerundeter, unregelmäßiger Körner von bis zu 7 cm × 5 cm Größe gefunden werden. In reiner Form ist Zirsinalith farblos und durchsichtig mit einem glasähnlichen Glanz auf den Oberflächen. Durch vielfache Lichtbrechung aufgrund von Gitterbaufehlern oder polykristalliner Ausbildung kann er aber auch weiß erscheinen und durch Fremdbeimengungen eine schwach gelblichgraue Farbe annehmen, wobei die Transparenz entsprechend abnimmt.
Mit einer Mohshärte von 5,5 gehört Zirsinalith zu den mittelharten Mineralen, die sich etwas leichter als das Referenzmineral Orthoklas (Härte 6) mit einer Stahlfeile beziehungsweise etwas schlechter als das Referenzmineral Apatit (Härte 5) mit einem Taschenmesser ritzen lassen.

## Etymologie und Geschichte
Der Name Zirsinalith ist ein Kofferwort, bestehend aus dem Abkürzungen der chemischen Bestandteile Zirconium, Silicium und Natrium mit dem Zusatz lithos für „Stein“ (griechisch λίθος).
Erstmals entdeckt wurde Zirsinalith 1965 in den Mineralproben eines Bohrkerns, der aus einer Tiefe von 180 m an der Ostwand des Berges Koaschwa geborgen wurde. Dieser ist Teil des Bergmassivs der Chibinen auf der zur Oblast Murmansk gehörenden russischen Halbinsel Kola. Die Analyse und Erstbeschreibung des Minerals erfolgte durch Yu. L. Kapustin, Z. V. Pudovkina und A. V. Bykova, die ihre Untersuchungsergebnisse und den gewählten Namen 1973 zur Prüfung bei der International Mineralogical Association (IMA) einreichten (interne Zugangs-Nr. der IMA: 1973-025), die den Coloradoit im selben Jahr als eigenständige Mineralart anerkannte. Die Publikation der Erstbeschreibung folgte ein Jahr später im russischen Fachmagazin Zapiski Vserossiyskogo Mineralogicheskogo Obshchestva.
Das Typmaterial des Minerals wird im Mineralogischen Museum der Russischen Akademie der Wissenschaften  in Moskau unter der Katalog-Nr. 75149 aufbewahrt.

## Klassifikation
In der veralteten 8. Auflage der Mineralsystematik nach Strunz war der Zirsinalith noch nicht aufgeführt.
In der zuletzt 2018 überarbeiteten Lapis-Systematik nach Stefan Weiß, die formal auf der alten Systematik von Karl Hugo Strunz in der 8. Auflage basiert, erhielt das Mineral die System- und Mineralnummer VIII/E.16-040. Dies entspricht der Klasse der „Silikate“ und dort der Abteilung „Ringsilikate“, wo Zirsinalith zusammen mit Imandrit, Kapustinit, Kazakovit, Koashvit, Litvinskit, Lovozerit, Petarasit, Tisinalith und Townendit die „Lovozeritgruppe“ mit der Systemnummer VIII/E.16 bildet.
Die von der International Mineralogical Association (IMA) zuletzt 2009 aktualisierte 9. Auflage der Strunz’schen Mineralsystematik ordnet den Zirsinalith in die Klasse der „Silikate und Germanate“ und dort in die Abteilung „Ringsilikate (Cyclosilikate)“ ein. Hier ist das Mineral in der Unterabteilung „[Si6O18]12−-Sechser-Einfachringe ohne inselartige, komplexe Anionen“ zu finden, wo es zusammen mit Combeit, Kapustinit, Kazakovit, Litvinskit, Lovozerit und Tisinalith die „Combeit-Lovozerit-Gruppe“ mit der Systemnummer 9.CJ.15 bildet.
In der vorwiegend im englischen Sprachraum gebräuchlichen Systematik der Minerale nach Dana hat Zirsinalith die System- und Mineralnummer 61.01.02a.04. Das entspricht der Klasse der „Silikate“ und dort der Abteilung „Ringsilikate: Sechserringe“. Hier findet er sich innerhalb der Unterabteilung „Ringsilikate: Sechserringe mit Si6O18-Ringen; mögliche (OH) und Al-Substitution“ in der „Lovozeritgruppe (Hexagonale und Hexagonal-Rhomboedrische Untergruppe)“, in der auch Lovozerit, Kazakovit, Tisinalith, Combeit und Kapustinit eingeordnet sind.

## Chemismus
In der idealisierten Zusammensetzung Na6CaZrSi6O18 besteht Zirsinalith aus 25,62 Gew.-% aus Na2O, 7,73 Gew.-% CaO, 16,98 Gew.-% ZrO2 und 49,67 Gew.-% SiO2.
Bei der Analyse des Typmaterials vom Koaschwa konnte jedoch auch ein deutlicher Anteil Mangan in der Form MnO von 2,60 bis 2,62 Gew.-% und Eisen in der Form FeO von 0,40 bis 0,8 Gew.-% festgestellt werden. Zusätzlich fanden sich Spuren von Titan in der Form TiO2 von 0,4 bis 0,56 Gew.-% und Wasser (H2O) von 0,80 bis 0,90 Gew.-%, was mit der idealisierten empirischen Formel Na6(Ca,Mn,Fe)ZrSi6O18 korrespondiert.

## Kristallstruktur
Zirsinalith kristallisiert trigonal in der Raumgruppe R3m (Raumgruppen-Nr. 166) mit den Gitterparametern a = 10,29 Å und c = 13,11 Å sowie drei Formeleinheiten pro Elementarzelle.

## Eigenschaften
Von kalten verdünnten Säuren wird Zirsinalith langsam zersetzt. In 10%iger Salzsäure (HCl) oder Schwefelsäure (H2SO4), die auf 60–80º erhitzt wurde, wird das Mineral dagegen leicht zersetzt, wobei sich gelatinöser Kieselsäure abtrennt. Von kaltem Wasser wird Zirsinalith ausgelaugt, das heißt fein gemahlenes Material verliert bereits in einigen Stunden 1,71 % Natrium. Nach einer Woche steigt der Natriumverlust auf 2,91 %. Trotzdem zeigt der Rückstand das gleiche Röntgenmuster wie die Originalsubstanz. Heißes Wasser laugt bereits nach einer Stunde 3,0 % Natrium aus, wobei die DTA- und TG-Kurven eine kleine endotherme Pause bei 300 °C zeigen, was einem Gewichtsverlust von 1 % entspricht. Beim Erhitzen auf etwa 1000 °C schmilzt Zirsinalith zu einer weißen Emaileperle.
An der Luft korrodiert das Mineral schnell unter Bildung einer pulverigen Beschichtung aus Natriumcarbonat.

## Bildung und Fundorte
Zirsinalith bildet sich in pegmatitischen Äderchen, die alkalische Gesteine in differenzierten Alkalimassiven durchdringen. Da Zirsinalith mit der Zeit durch Lovozerit und Eudialyt ersetzt wird, ist das Mineral hauptsächlich mit diesen vergesellschaftet anzutreffen. Auch Pseudomorphosen von Zirsinalith nach Eudialyt sind aus diesem Grund bekannt. Weitere bekannte Begleitminerale sind unter anderem Aegirin, Anorthoklas, Katapleiit, bariumhaltiger Lamprophyllit, Lomonosovit, Nephelin und Shcherbakovit.
Die wichtigsten Gesteine am Koaschwa sind Apatit-Nephelinit mit Karbonatit, Urtit und Foidolit. Die reichhaltige Apatit-Lagerstätte wird im nahegelegenen gleichnamigen Tagebau abgebaut, in dem bisher insgesamt 107 Minerale und Varietäten gefunden wurde und die einschließlich Zirsinalith als Typlokalität für bisher 29 Minerale gilt (Stand 2018).
Als sehr seltene Mineralbildung konnte Zirsinalith bisher nur in wenigen Proben aus rund 10 Fundorten nachgewiesen werden, die alle auf der russischen Halbinsel Kola liegen. Namentlich sind dies neben dem Koaschwa noch die Alkali-Pegmatite am Kukiswumtschorr, am Raswumtschorr und den dortigen Gruben Apatitovyi Tsirk und Centralnyi, Yukspor sowie im Flusstal des Wuonnemjok nahe dem See Imandra im Bergmassiv der Chibinen. Hinzu kommt die Berge Karnassurt und Alluaiw (siehe Bild in der Infobox) im Gebirgsmassiv der Lowosero-Tundra